# Violet Baddeley
Violet Maude Baddeley, conocida después del matrimonio como Violet Engelbach (1902-1989), fue una jugadora internacional de bádminton inglesa.

## Carrera de bádminton
Baddeley llegó dos veces a la final del Campeonato Abierto de Bádminton de All England. En 1922 llegó a la final formando pareja con A. M. Head y en 1927 alcanzó la final con D. Myers. En la final perdieron ante sus compatriotas inglesas Margaret Tragett y Hazel Hogarth.

## Familia
Era hija del famoso jugador de tenis Herbert Baddeley. En 1930 se casó con Archibald Frank Engelbach, un exitoso jugador de bádminton.Quedó viuda el 14 de diciembre de 1861. Se volvió a casar y falleció en 1989 bajo el nombre de Violet Maude Thompson.

## Logros deportivos
| Año  | Evento      | Modalidad        | Puesto           | Nombre                       |
| ---- | ----------- | ---------------- | ---------------- | ---------------------------- |
| 1921 | All England | Dobles Femeninos | Medalla de plata | Violet Baddeley / A. M. Head |
| 1927 | All England | Dobles Femeninos | Medalla de plata | Violet Baddeley / D. Myers   |